# Ceylonosticta austeni
Ceylonosticta austeni is een libellensoort uit de familie van de Platystictidae, onderorde juffers (Zygoptera).
De soort staat onder de oude naam Drepanosticta austeni op de Rode Lijst van de IUCN als kritiek, beoordelingsjaar 2006.
De wetenschappelijke naam van de soort is voor het eerst geldig gepubliceerd in 1940 als Drepanosticta austeni door Lieftinck.